# リチャード・バチェ

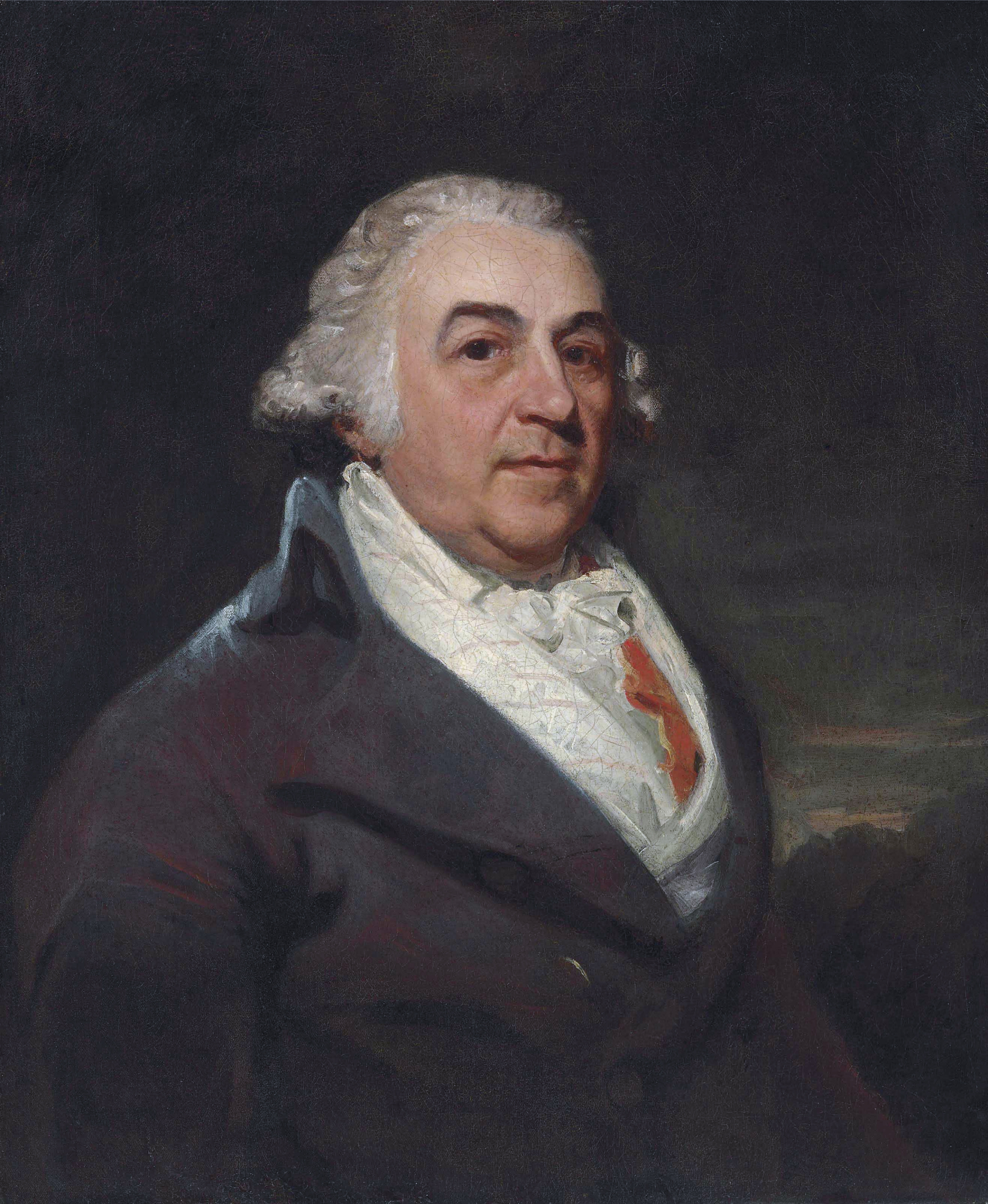
リチャード・バチェ

リチャード・バチェ（ベイチ、ベーチ、Richard Bache [ˈbeɪtʃ], 1737年9月12日 - 1811年7月29日）は、アメリカ合衆国の商人、政治家。1776年から1782年まで第2代郵政長官を務めた。

## 生い立ちと家族

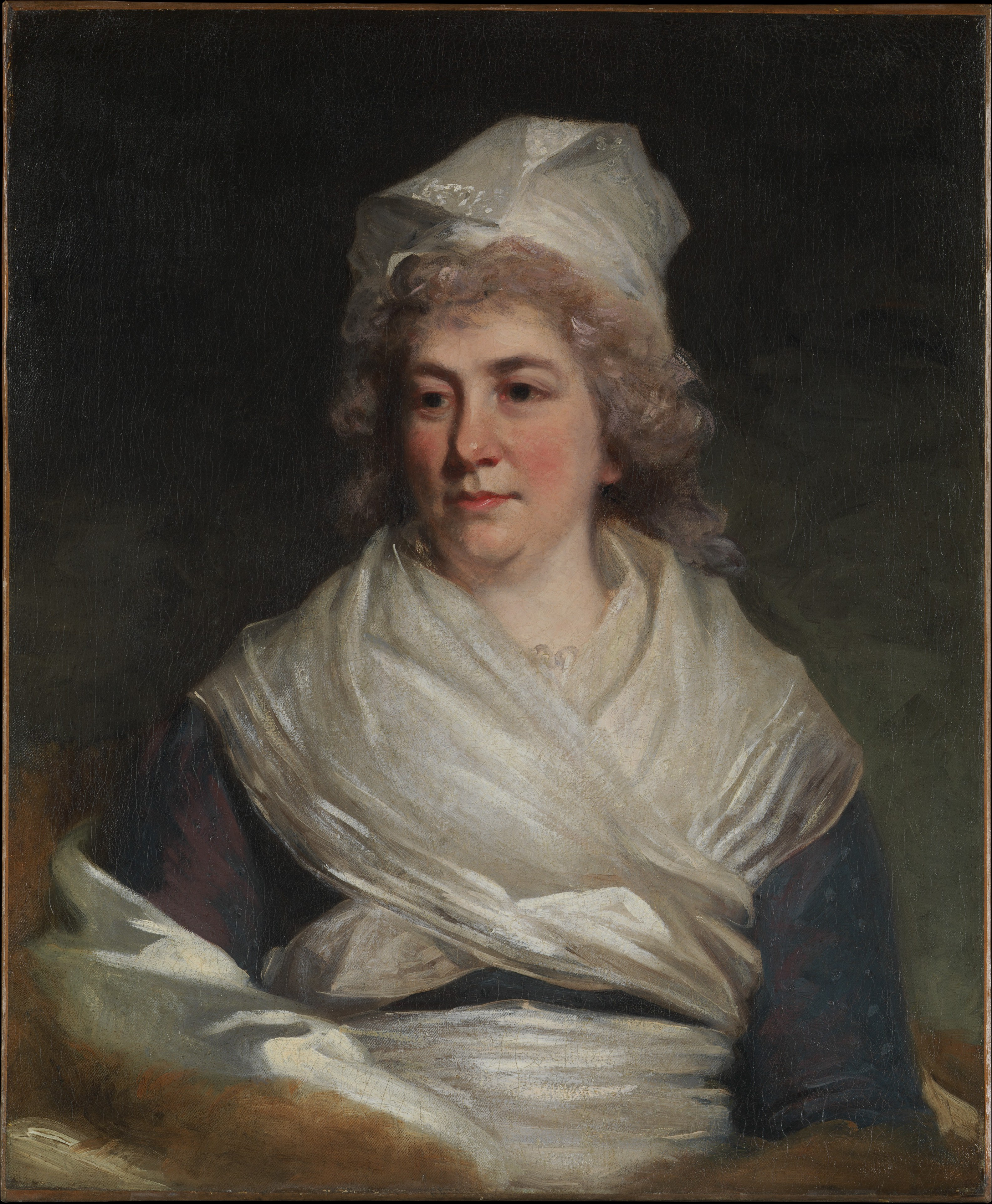
妻のサラは初代郵政長官を務めたベンジャミン・フランクリンの娘

1737年9月12日、バチェはイングランドのセトルにおいて、ウィリアム・バチェ (William Bache) とメアリー・ブレチンデン (Mary Blechynden) の次男として生まれた。バチェは1765年にニューヨークに渡り、長兄のセオフィラクト・バチェが営む商取引業に参加した。バチェは間もなくペンシルベニア植民地のフィラデルフィアへ移り、商社の所有者となった。バチェの商社は西インド諸島との交易により大きく成長した。
1767年10月29日、バチェはフィラデルフィアにおいて、ベンジャミン・フランクリンの一人娘サラ・フランクリンと結婚した。サラは愛国心と博愛心で広く知られた。バチェはサラとの間に以下の子供をもうけた。
- ベンジャミン・フランクリン・バチェ（Benjamin Flanklin Bache, 1769年8月12日 - 1798年9月10日）
- ウィリアム・バチェ（William Bache, 1773年5月31日 - 1820年8月5日）
- サラ・バチェ（Sarah Bache, 1775年12月1日 - 1776年8月17日）
- エリザベス・フランクリン・バチェ（Elizabeth Franklin Bache, 1777年9月10日 - 1820年1月13日）
- ルイス・バチェ（Louis Bache, 1779年10月7日 - 1819年10月4日）
- デボラー・バチェ（Deborah Bache, 1781年10月1日 - 1863年2月12日）
- リチャード・バチェ（Richard Bache jr., 1784年3月11日 - 1748年3月17日）- 孫のロバート・W・アーウィンは日本人のハワイ移民事業で巨利を得、日本女性と結婚し、生涯日本で暮らした。
- サラ・バチェ（Sarah Bache, 1788年9月12日 - 1863年10月6日）

## アメリカ独立戦争
バチェは1775年から1776年まで郵政長官ベンジャミン・フランクリンの下で郵便公社の会計監査官を務めた。そして1776年にフランクリンの後任として郵政長官に就任し、1782年まで同職を務めた。バチェはまた戦争委員会にも参加した。

## 晩年
1811年7月29日、バチェはペンシルベニア州バックス郡セトルで死去した。
| 公職                            | 公職                                                 | 公職                        |
| ------------------------------- | ---------------------------------------------------- | --------------------------- |
| 先代 ベンジャミン・フランクリン | アメリカ合衆国郵政長官 1776年11月7日 - 1782年1月28日 | 次代 エベニーザー・ハザード |